# Turismo en la ciudad de Córdoba (Argentina)

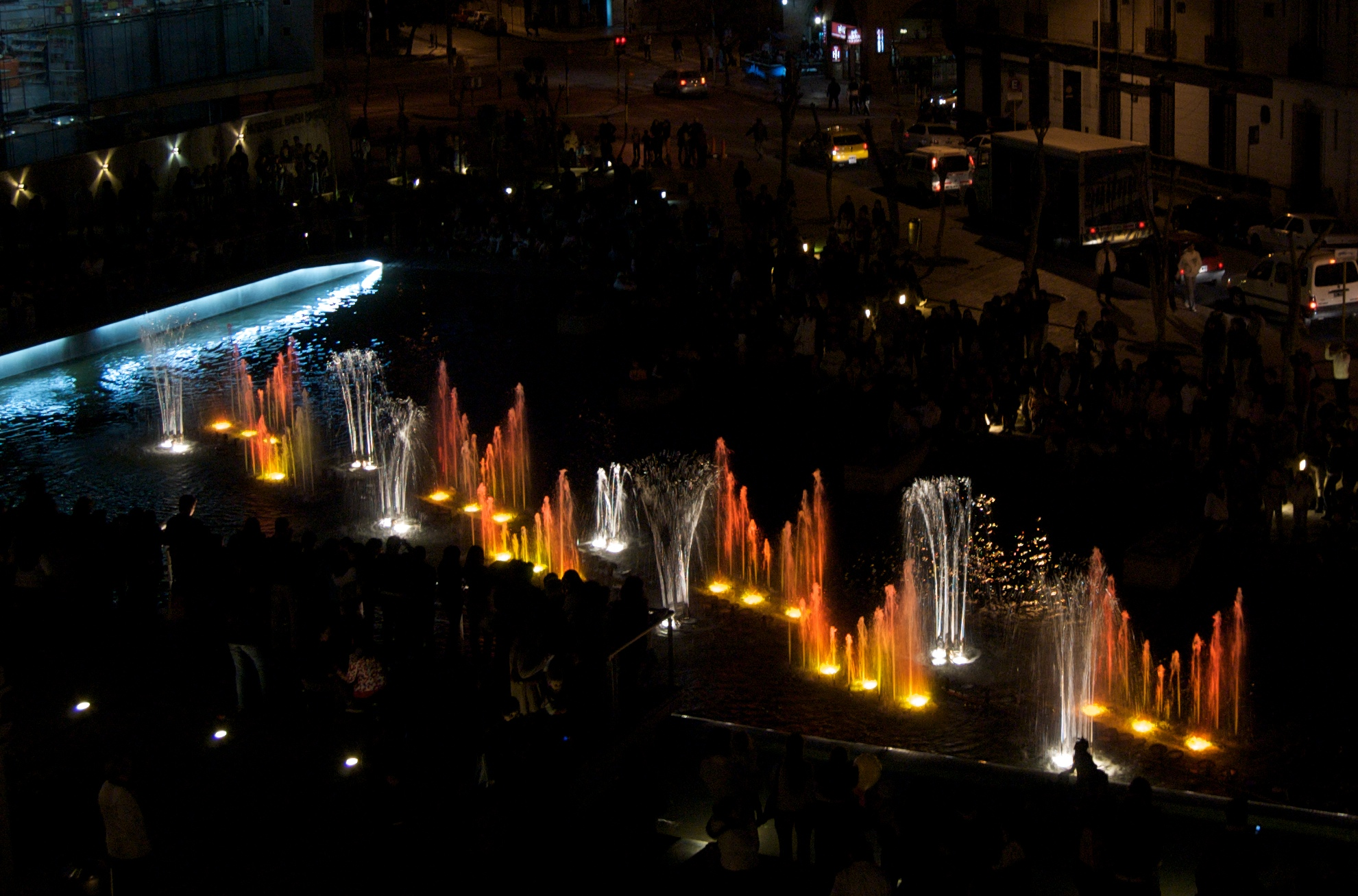
Las aguas danzantes del Paseo del Buen Pastor, un espectáculo conocido del barrio Nueva Córdoba.

Quien visite Córdoba, encontrará una ciudad bulliciosa y llena de estudiantes universitarios. Podrá recorrer el Centro Histórico, caminar por la primera área peatonal del país, apreciar la Arquitectura Colonial nombrada patrimonio de la humanidad e ir de compras por los comercios del micro-centro y shoppings.
Córdoba está ubicada en el centro de confluencia de numerosos caminos, se ve favorecida por su estratégica ubicación en el centro del país convirtiéndola en un centro de distribución de bienes y de personas en tránsito del resto de Argentina, países limítrofes, Estados Unidos y Europa Occidental. Tiene como valor agregado su proximidad con las Sierras, lo cual le permite al visitante tener un rápido acceso al marco natural que la provincia ofrece.
Según estadísticas recientes, las épocas en que Córdoba recibe más visitantes es durante Semana Santa y las vacaciones de invierno. La ciudad, además, cuenta con aproximadamente 6.860 plazas en hoteles, sin contar los otros medios de hospedaje.
En 2007 visitaron Córdoba 1 737 331 personas, promediando una ocupación hotelera del 67,42 % y 2,08 noches de pernoctación. En abril de 2008 la mayor cantidad de turistas (registrados) provenían de Alemania (288), Brasil (190), Israel (163), Estados Unidos (140), Francia (115) y Chile (104).

## Sitios de interés turístico

### Centro
En el centro geográfico de la ciudad se encuentra el Casco Histórico, está conformado por la Plaza Central San Martín, la Iglesia Catedral, el Cabildo Histórico donde funcionó el poder ejecutivo de la ciudad (hoy convertido en centro cultural), y parte de la casa que perteneció al obispo Mercadillo. Circundando todo este casco histórico está el centro propiamente dicho, es decir, donde se encuentran comercios de todos los rubros, los edificios de oficinas, las centrales de las empresas públicas, entre otros. En general se puede decir que la principal referencia turística de la ciudad es el microcentro.
Un de las actividades recomendadas es caminar por las peatonales, en ellas se ve gente conversando en bares al aire libre o recorriendo los comercios. Entre las que se destacan está la 9 de Julio, que fue la primera calle estrictamente peatonal de Argentina; allí, a mediados del siglo XX, caminaba un singular personaje que fue popularizado con el apodo de Jardín Florido (típico del humor cordobés).

En resumen, las referencias del casco histórico son: Plaza Central San Martín, Iglesia Catedral, Pasaje Santa Catalina,  Cabildo de la Ciudad, Cripta del Antiguo Noviciado Jesuítico, Museo de Bellas Artes "Dr. Genaro Perez", Basílica Santo Domingo, Iglesia de Santa Catalina, Museo de Arte Religioso Juan de Tejeda, Iglesia y Convento de las Teresas, Museo Provincial Marqués de Sobremonte, y las peatonales.
Sobre la avenida Vélez Sarsfield se ubican: el Teatro del Libertador General San Martín  (ex Rivera Indarte) con una cúpula que en su parte interna posee pinturas originales de Carlos Alonso y cuenta con un museo de la música y del teatro; y por otro lado el Museo Municipal de Bellas Artes Genaro Pérez. También se puede pasear por la calle Belgrano y disfrutar de la arquitectura Art decó de los años 1920s y las calles arboladas de La Cañada, un encauzamiento del arroyo homónimo en mármol rústico blanco. Hasta hoy se mantienen resabios del calicanto (cal y canto) que lo encauzaron desde el siglo XVIII.

Próximo a la Cañada (calle Marcelo T. de Alvear) y 27 de Abril, se ubica el Palacio 6 de Julio, sede de la municipalidad. Frente a esta se encuentran el Paseo Marqués de Sobremonte, y el neoclásico Palacio de Tribunales.

Otra posibilidad es recorrer las iglesias de la ciudad. La más antigua de ellas es la iglesia de la Compañía de Jesús, cuya construcción finalizó en 1653. Luego tenemos la iglesia Catedral, que está ubicada en plena Plaza San Martín, fue decorada por el fundador de la primera escuela de Bellas Artes del país, Emilio Caraffa. Se destacan las pinturas de la bóveda principal y las de los brazos del crucero. Luego tenemos la Iglesia del Monasterio Santa Teresa (Independencia 122), la Iglesia Santa Catalina (calle Obispo Trejo 34), la Basílica Santo Domingo (Av. Vélez Sarsfield  esquina calle Deán Funes), la Basílica de La Merced (calle 25 de mayo esquina Rivadavia), la Iglesia del Pilar (Avenida Olmos esquina Maipú), la Iglesia San Francisco (entre las calles Buenos Aires y Entre Ríos), la Iglesia del Sagrado Corazón también conocida como Iglesia de los Padres Capuchinos ( entre las calles Buenos Aires y Obispo Oro).
Un punto importante de reunión es el Patio Olmos, cuya entrada principal se encuentra en la esquina de Vélez Sarsfield y Bulevar San Juan. En esta esquina se juntan cientos de adolescentes y dada la iluminación y la cantidad de tránsito que circula por la zona (comienzo del Barrio Nueva Córdoba), se ha convertido en uno de los puntos que nunca duermen en la ciudad.
Al oeste de la zona centro, en Barrio Güemes, puede visitarse la Feria Paseo de las Artes, inaugurada en 1980, hoy Centro Cultural y sede de la mayor Feria de Artesanos estable de la ciudad. La misma se instala los fines de semana, días festivos y feriados. Luego, hacia el centro-oeste de la ciudad, se encuentran el Observatorio Astronómico y el Museo Meteorológico Benjamin Apthorp Gould, uno de los más antiguos del hemisferio Sur.

### Córdoba jesuítica
En 1599 los Jesuitas llegan a la ciudad y la convierten en un importante centro de su tarea evangelizadora, pedagógica y misional. Así Córdoba fue el punto de referencia cultural del Río de la Plata y Tucumán. Luego, en 1767, por orden del Rey Carlos III, los Jesuitas fueron expulsados, dejando una valiosa herencia a la ciudad de Córdoba. La llamada Manzana Jesuítica fue declarada patrimonio de la humanidad por la UNESCO en 2001.

### Córdoba de las Campanas
Mediante la firma de un convenio entre la Municipalidad de Córdoba, Confederación Argentina de la Mediana Empresa (CAME), Sociedad del Centro y la Cámara de Comerciantes e Industriales del Distrito Mayorista, para promover la generación de un centro comercial a cielo abierto en la ciudad y aumentar los servicios que se brindan a quienes visitan el área peatonal y sus alrededores, surgió en 2009 el DISTRITO CULTURAL Y COMERCIAL CÓRDOBA DE LAS CAMPANAS, una denominación que evoca el área histórica y fundacional de la ciudad, con múltiples significaciones al llamado y la convocatoria.
El desarrollo del 1.er. Centro Comercial a Cielo Abierto (CCCA) en el área comprendida entre las calles Bvd San Juan, Bvd Chacabuco, 27 de Abril y Avda Vélez Sarsfield; comprende acciones asociativas para consolidar la actividad económica del sector.
En el campo comercial, comunicacional y urbano comercial.
Un recorrido por la manzana más antigua de la ciudad de Córdoba y por la zona del Mercado Sud para conocer las historias de las familias fundadoras de los comercios de la zona, en un paseo por este distrito turístico-comercial-cultural, donde se resaltan los valores tangibles e intangibles de la zona. Se sumó como una nueva propuesta a la oferta turística de la ciudad de Córdoba a partir de septiembre de 2011.
Con el objetivo de difundir la oferta integral del sector en los niveles de consulta desde cualquier punto geográfico y desde cualquier campo de interés, es que se creó el portal. De ahí la jerarquía y alcance de la inclusión activa de cada uno de los integrantes del mismo y por rubros. La misma actúa de difusión y publicidad por la agilidad con la que hoy se incursiona en la búsqueda y consulta permanente para lograr información, asesoramiento en todos los campos turístico, comercial y de recreación, con alcance local, nacional e internacional, como es el Portal de Internet: www.cccampanas.com.ar.

### Güemes
En este barrio, a la vera de La Cañada y sus calles adyacentes, se encuentra el Paseo de las Artes. En él se pueden comprar todo tipo de productos artesanales. También hay grupos indie que tocan al aire libre. En la zona se encuentran numerosos bares y cafeterías.

### La Cañada
La Cañada de Córdoba se trata de una obra de un encauzamiento del arroyo homónimo. Desde su inauguración en 1944, la cañada se ha convertido en un punto de referencia de la ciudad tanto para turistas como para el habitante común. En sus tres kilómetros de extensión, se encuentran diariamente cientos de personas leyendo, compartiendo unos mates a la sombra de los árboles, o simplemente recorriéndola.

### Nueva Córdoba

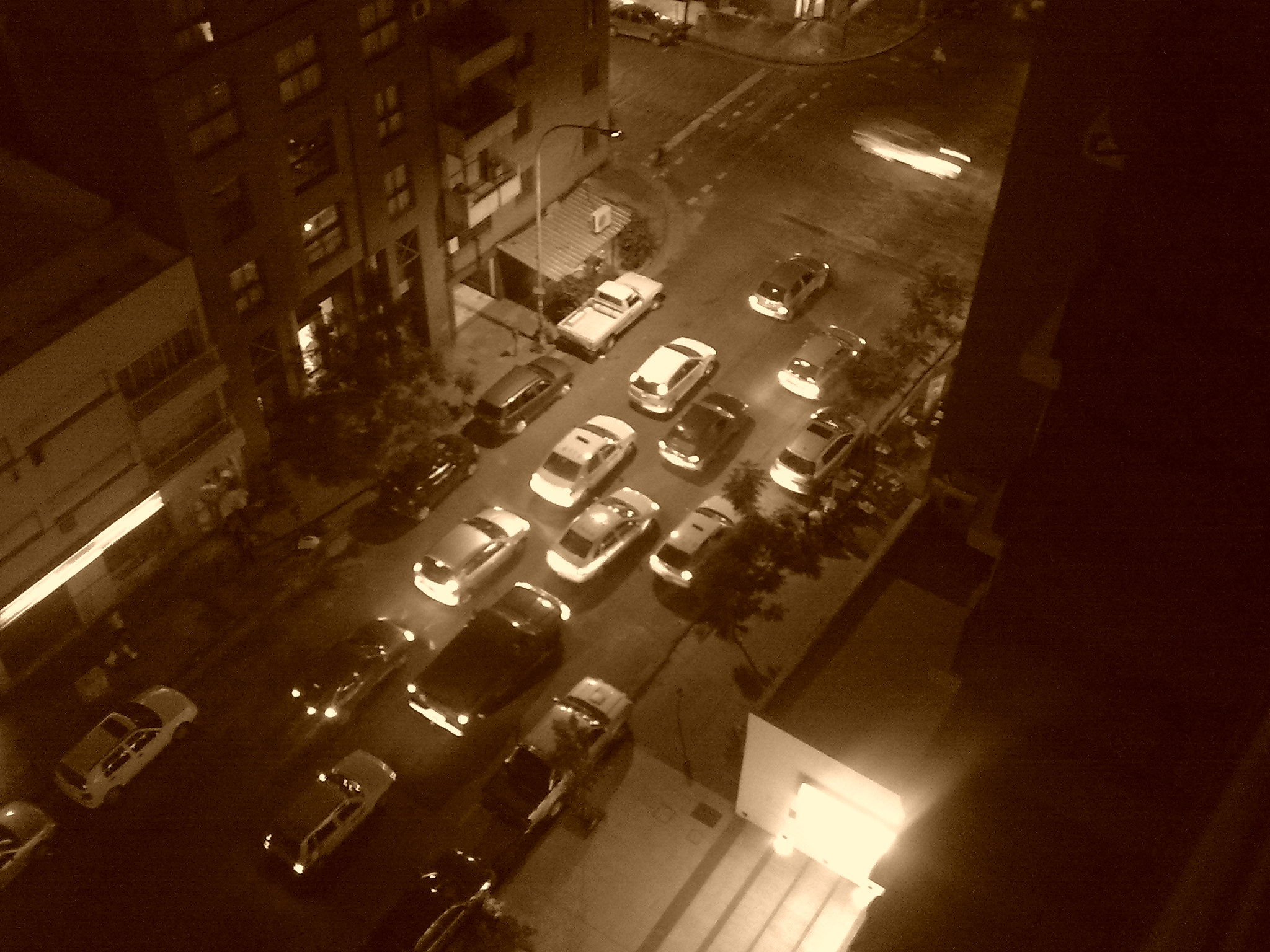
Calle Rondeau en Nueva Córdoba, zona de gran vida nocturna.

Siguiendo por la avenida Yrigoyen  está el Barrio Nueva Córdoba, otro punto obligado de visita para el turista.

Un lugar destacado es el Paseo Cultural del Buen Pastor, centro de exposiciones, sala de eventos, locales comerciales, fuente de aguas danzantes y espacio de encuentro y recreación. Es un edificio reciclado, donde funcionaba la Cárcel de Mujeres del Buen Pastor. Sobre la misma avenida, se encuentran los cafés literarios y dada su cercanía con la Universidad Nacional de Córdoba es muy común encontrar gran cantidad de jóvenes.

Sin duda, este barrio es el más multicultural de la ciudad, se caracteriza en primer lugar por tener la mayor densidad de edificios de la ciudad; además se destaca por tener tanto de día como de noche movimiento continuo de personas, es decir, durante el día está lleno de estudiantes y gente en general, y luego una importante vida nocturna  dada la cantidad de pubs de la zona.

### Parque Sarmiento

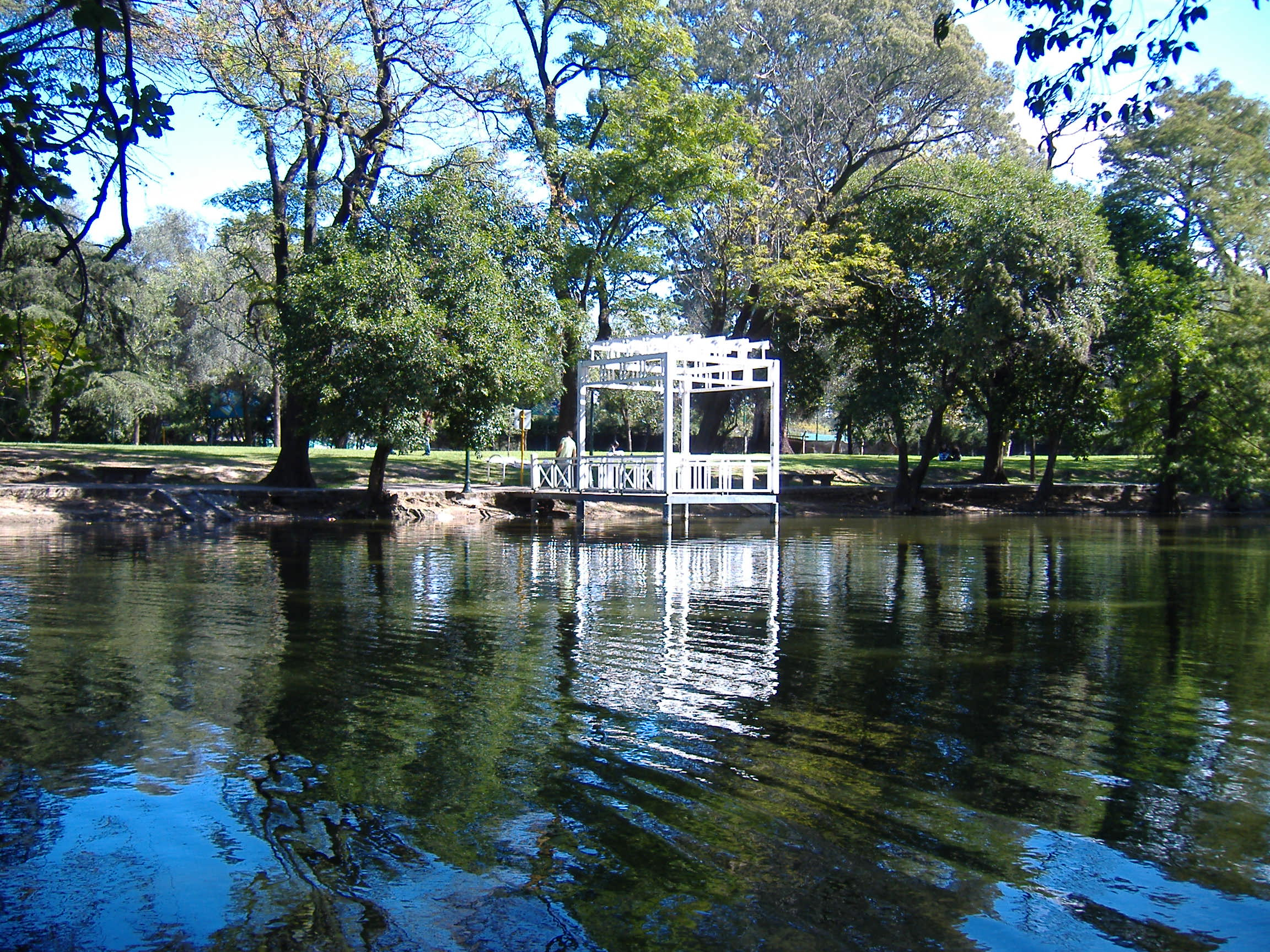
En el Parque Sarmiento hay una laguna artificial con muelles y puentes a las islas. Es un pulmón verde enclavado a pocas cuadras del centro de la ciudad.

El Parque Sarmiento es un pulmón verde enclavado a pocas cuadras del centro de la ciudad. El parque fue planeado a finales del siglo XIX por el arquitecto francés Carlos Thays, siguiendo una perspectiva bellepoquiana, y finalizado en 1911. Hasta mediados de los 1960s le exornaba una joya arquitectónica: el gran Pabellón de las Industrias, gran edificio casi íntegramente construido, a mediados de los 1870s, con elaborada ebanistería y elementos férreos de la arquitectura industrial estilo Art Nouveau para la Primera Exposición Industrial Argentina. Luego, hacia el noroeste del parque está el "Anfiteatro Griego", que actualmente está en proceso de refacción y ya se encuentra en funcionamiento parcial.
Otro recorrido en la zona del parque es el zoológico en el que además de ver animales se puede visitar la granja, el acuario, el teatrino, el laberinto de espejos, dar un paseo en un pequeño tren y ver el show de lobos marinos así como observar la Rueda Eiffel y el Faro del Bicentenario.

### ElCerro de las RosasyVilla Belgrano
Son dos coquetos barrios ubicados en la zona noroeste de la ciudad. Su circuito más conocido es el de locales de moda, locales nocturnos, bares y restaurantes de jerarquía. En general es un sector de la ciudad que se caracteriza por una atractiva arquitectura. Estos barrios, además, son atravesado por las muy transitadas avenidas Rafael Núñez y la avenida llamada Recta Martinoli, en la Avenida Rafael Núñez se puede encontrar la moderan y valiosa escultura llamada Mujer Urbana que forma parte del ciclo de esculturas de Antonio Seguí llamado Familia Urbana.

### Museos

#### Museo de Arte Religioso Juan de Tejeda
El Museo de Arte Religioso Juan de Tejeda tiene en exposición de objetos pertenecientes al Monasterio de Carmelitas Descalzas y el templo de Santa Teresa. Fue en esta casa donde nació hace más de 400 años Luis de Tejeda, primer poeta argentino. Además se exponen obras de pintores contemporáneos.

#### Museo Superior de Bellas Artes Evita

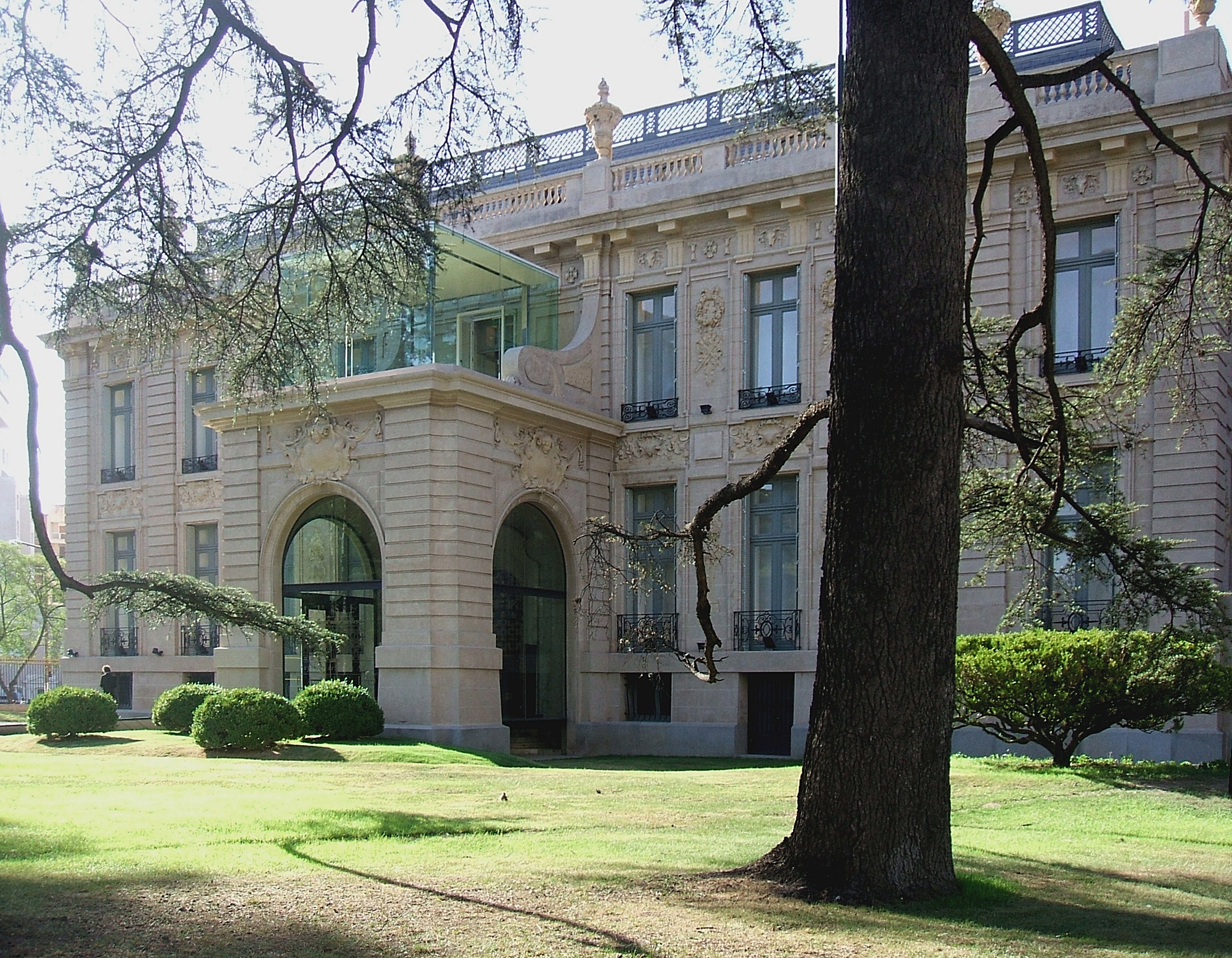
Vista del Museo Superior de Bellas Artes Evita.

El Museo Superior de Bellas Artes Evita, dependiente del gobierno de la provincia de Córdoba, está ubicado en el centro de la ciudad, en el barrio Nueva Córdoba. Fue inaugurado el 17 de octubre de 2007, con la remodelación y adaptación del Palacio Ferreyra, una mansión de estilo francés de principios del siglo XX. Cuenta con exhibiciones permanentes de pintura, escultura, gráfica y fotografía principalmente, de artistas de la provincia de Córdoba.

#### Museo Provincial de Bellas Artes Emilio Caraffa
El Museo Provincial de Bellas Artes Emilio Caraffa está ubicado en el Parque Sarmiento. Es dependiente de la provincia de Córdoba y fue construido en 1915 bajo la dirección del arquitecto Juan Kronfuss. El edificio donde funciona, de estilo neoclásico, fue remodelado dos veces desde su inauguración y actualmente dispone de 9 salas de exposición. En su interior se exponen muestras transitorias de artistas de Córdoba y otras partes de Argentina principalmente. Como archivo artístico, su función es la colección, preservación, estudio, promoción y difusión de las artes visuales en Córdoba.

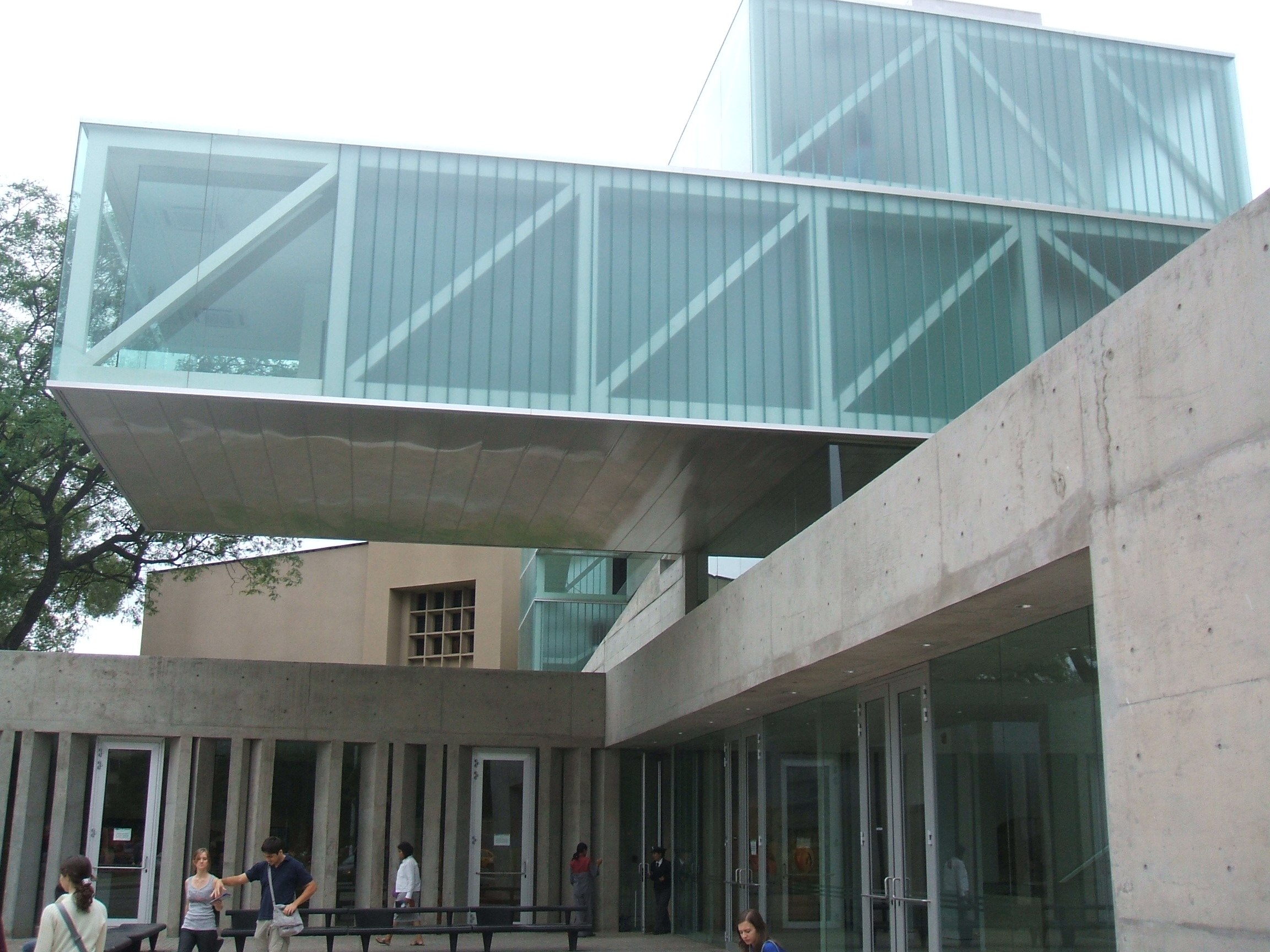
Entrada del Museo Provincial de Bellas Artes Emilio Caraffa.

#### Museo Histórico Provincial Marqués de Sobremonte
El Museo Histórico Provincial Marqués de Sobremonte está ubicado en la esquina de las calles Ituzaingó y Rosario de Santa Fe en pleno centro, es dependiente del estado provincial. Es la casa más antigua de la ciudad, ejemplo de lo que fue la construcción civil del siglo XVIII.
En su interior alberga las colecciones de Wolf y Monseñor Pablo Cabrera, además de los objetos que adornan las diferentes salas. Todas las colecciones son de valor histórico: las de armas antiguas, las pinturas americanas, la imaginería religiosa, los muebles, mesas y sillas que decoran los diferentes ambientes y reflejan cómo era la vida cotidiana en la época colonial. En el patio de la casa y en algunas salas también suelen realizarse conciertos públicos.

#### Museo Iberoamericano de Artesanías
El Museo Iberoamericano de Artesanías tiene en exhibición alrededor de 160 piezas del ámbito de la artesanía tradicional y moderna. Entre ellas se encuentran: artesanías indígenas de Brasil y Perú, muebles en mimbre de Chile, cerámicas de Nicaragua, máscaras de Oruro, tallas de madera, la caja escultórica de diseño gótico de Jorge Bianello, trabajos de cuchillería de Sergio Bruno, tallado en madera de Eduardo Paviolo, además piezas donadas por artesanos que participaron en anteriores ediciones.

#### Museo San Alberto
El Museo San Alberto exhibe objetos de la vida doméstica, imaginería e instrumentos musicales que conformaron la dote de las novicias pertenecientes a la Real Casa de Huérfanas Nobles y Niñas Educadas, fundada por el Obispo José Antonio de San Alberto.

#### Museo de la industria

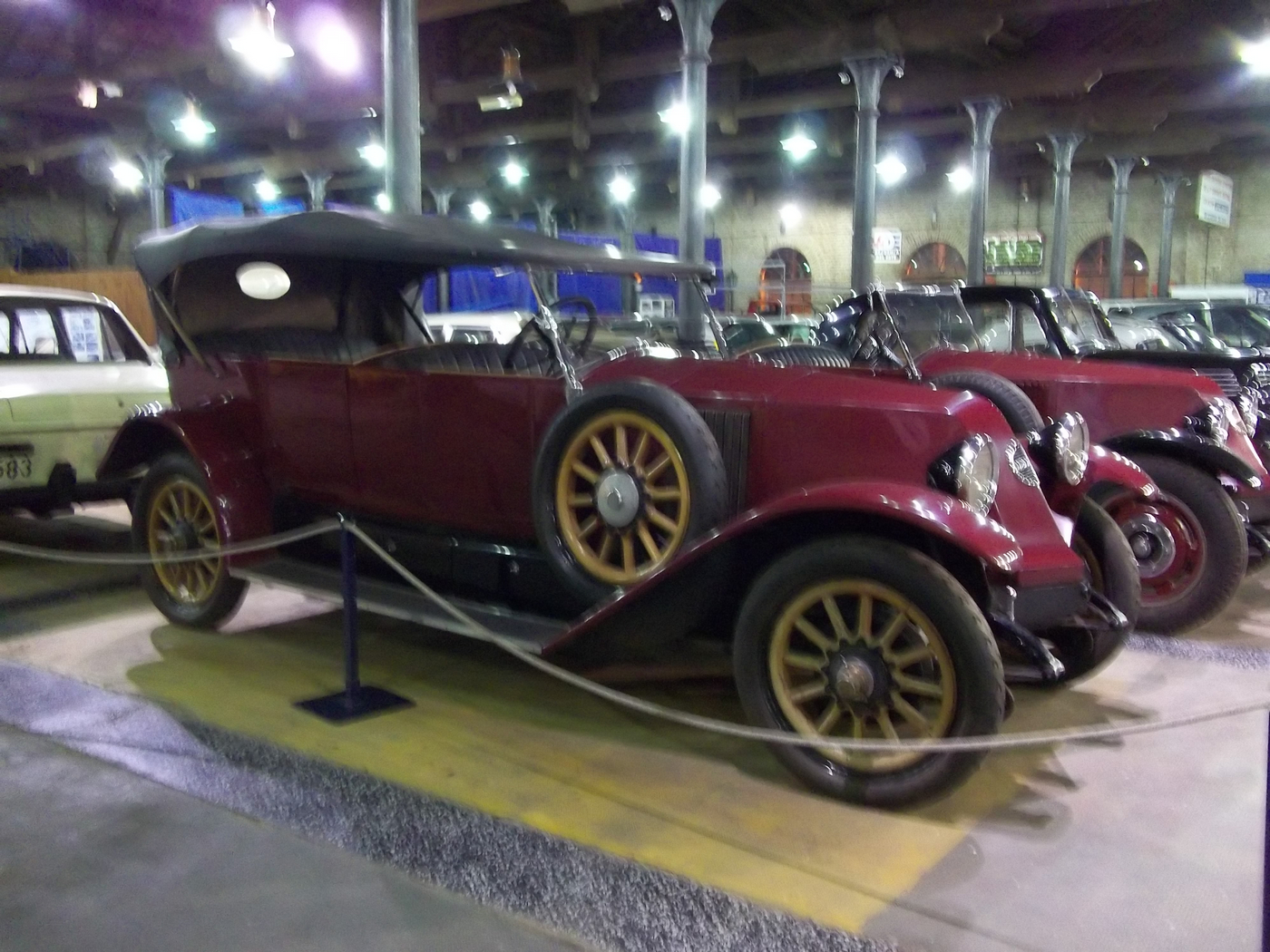
Autos antiguos expuestos en el Museo de la Industria, Córdoba.

Este museo se encuentra ubicado en el barrio General Paz, nace en 1994 a partir del proyecto de reciclaje y re funcionalización de un taller de máquinas del ferrocarril. El museo en sí mismo tiene que ver con que Córdoba ha sido y es uno de los centros industriales más importantes del país. El lugar fue elegido a partir de las cualidades arquitectónicas de principios del siglo XX y por el carácter representativo y simbólico de la actividad ferroviaria que tuvo lugar en la ciudad. Además de esto corresponde señalar algo pintoresco en este museo ya que al mismo fue trasladada la Casa giratoria construida por Abdón Sahade.

## Reservas Naturales
La ciudad de Córdoba tiene dos reservas naturales  municipales, la más antigua es el Parque Autóctono, la más reciente y extensa es la Reserva Natural General San Martín ubicada en el oeste de la ciudad, en una zona de barrancas boscosas al costado sur del río Primero (o Suquía) y a poca distancia del estadio Chateau Carreras y el Predio Ferial Córdoba; en la Reserva Natural General San Martín es posible practicar camping.

## Gastronomía
La ciudad, al igual que la mayor parte del país, tiene una fuerte influencia Ítalo-española en su gastronomía. Prima en la dieta de los cordobeses las pastas (por décadas ha sido tradicional la "confitería" o restorán llamado Romagnolo que se hizo famoso por la calidad de sus ravioles, tallarines y ñoquis), el asado  y el buen vino,  algo verdaderamente autóctono es el choripán, consiste en un pan, usualmente blanco y del tipo francés o marraqueta, que en su interior contiene un chorizo asado o, este es el detalle cordobés, la mitad de una longaniza asada. Un lugar habitual donde hay carros de choripán es en el Parque Sarmiento. El turista puede concurrir a las múltiples cafeterías que hay en el centro. Los restaurantes de mayor nivel están en la zona de Villa Belgrano, El Cerro de las Rosas  y el barrio de Nueva Córdoba. Una característica de la gastronomía criolla cordobesa es la empanada cordobesa que está espolvoreada por fuera con azúcar y en su relleno hay papa (patata) hervida trozada y pasas de uva.

## Compras en la ciudad
Existen varias alternativas para ir de compras por la city cordobesa, en primer lugar recorrer los cientos de locales comerciales que hay en el centro, visitar los exclusivos locales que hay en Nueva Córdoba, el Cerro de las Rosas y Villa Belgrano, o si no, concurrir a cualquiera de los shoppings que tiene la ciudad, entre ellos están el Patio Olmos, ubicado en pleno centro (Av. Vélez Sarsfield esquina Bulevar San Juan); el también muy céntrico Nuevocentro Shopping, ubicado en Avenida Duarte Quirós 1400; el Córdoba Shopping Center, ubicado en José de Goyechea 2851 barrio Villa Cabrera; y los complejos Dinosaurio Mall, ubicados en avenida Rodríguez del Busto 4086 y Avenida Fuerza Aérea Argentina 1700.

## Hotelería y alojamiento
En las últimas décadas, la ciudad ha experimentado un notable crecimiento en su infraestructura hotelera, especialmente en el segmento de 4 y 5 estrellas, lo que ha favorecido su posicionamiento como destino para el turismo de negocios, congresos y eventos.  
Según datos del Gobierno de la Provincia de Córdoba (2006), la capacidad de alojamiento —incluyendo hoteles, campings y casas de familia— alcanzaba las 12 479 plazas, de las cuales 6 864 correspondían a hoteles.
En 2007, la Municipalidad de Córdoba registró un total de 63 hoteles, que sumaban 6 156 plazas disponibles.
| Hoteles y alojamientos (2007)       | Hoteles y alojamientos (2007) | Hoteles y alojamientos (2007) |
| Categoría                           | Cantidad                      | Total de plazas               |
| ----------------------------------- | ----------------------------- | ----------------------------- |
| Hotel *****                         | 3                             | 925                           |
| Hotel ****                          | 8                             | 1 616                         |
| Hotel ***                           | 9                             | 940                           |
| Hotel **                            | 21                            | 1 505                         |
| Hotel *                             | 24                            | 1 170                         |
| Aparts                              | 8                             | 756                           |
| Residencial                         | 10                            | 356                           |
| Hospedaje                           | 11                            | 403                           |
| Hostels                             | 13                            | 338                           |
| Conjunto de casas y/o departamentos | 3                             | 84                            |
| Colonia                             | 4                             | 296                           |
| No categorizados                    | 17                            | 311                           |
| Camping                             | —                             | 1 200                         |
| Residencias universitarias privadas | 6                             | 235                           |
| Alojamiento para deportistas        | 5                             | 394                           |
| Total                               | 191                           | 16 685                        |

## Algunos datos

### Empresas
| Empresas de Viajes y Turismo y Agencias de Turismo Asociadas a la ACAV (Asoc. Cordobesa de Agentes de Viajes)              | 94  |
| Empresas de Viajes y Turismo Especializadas en turismo receptivo                                                           | 4   |
| Empresas de Viajes y Turismo y Agencias de Turismo Asociadas No Asociadas a la ACAV (Asoc. Cordobesa de Agentes de Viajes) | 77  |
| Total | 175 |

| Con oficinas en Córdoba                             | 3  |
| Sky Con (Vuelos Charter)                            | 1  |
| Con representación en Córdoba en Agencias de Viajes | 11 |
| B.R.A. Transporte aéreo de Brasil                   | 1  |
| Total                                               | 16 |

### Infraestructura de eventos
| Predio Ferial Córdoba         | 175.000 | 15000  | 20.000 |
| Predio Ferial Forja           | 23.000  | 13 000 | 19.850 |
| Orfeo Superdomo               | 14.979  | 2.700  | 7.000  |
| Complejo Pajas Blancas Center | 103.290 | 5.000  | 12.000 |
| Vieja Usina                   | 3.000   | 3.000  | 5.000  |
| Total                         | 319.269 | 38.700 | 63.850 |

| Sheraton Córdoba Hotel | 1.236 | 5  | 1.510 |
| Holiday Inn            | 950   | 6  | 1.131 |
| Amerian Córdoba Park   | 1.104 | 5  | 1.395 |
| Interplaza Hotel       | 1.106 | 6  | 1.338 |
| Hotel de la Cañada     | 2.157 | 12 | 1.504 |
| Total                  | 6.553 | 34 | 6.878 |

### Eventos
| Congresos            | 48 | 56.597    |
| Ferias y Expos       | 35 | 563.261   |
| Convenciones         | 1  | 700       |
| Seminarios           | 23 | 1.890     |
| Jornadas             | 59 | 10.862    |
| Encuentros           | 9  | 1.450     |
| Festivales y Shows   | 9  | 156.500   |
| Deportivos           |    | 1.504.500 |
| Foros                | 4  | 534       |
| Conferencias         | 5  | 1.505     |
| Charlas              | 11 | 1.200     |
| Cursos               | 12 | 710       |
| Disertaciones        | 1  | 800       |
| Edu/Simposio/Reunión | 7  | 320       |
| otros                | 3  | 2.920     |

## Estadísticas
| Afluencia de turistas durante 2006 | Afluencia de turistas durante 2006 | Afluencia de turistas durante 2006 | Afluencia de turistas durante 2006 | Afluencia de turistas durante 2006 | Afluencia de turistas durante 2006 | Afluencia de turistas durante 2006 | Afluencia de turistas durante 2006 | Afluencia de turistas durante 2006 | Afluencia de turistas durante 2006 | Afluencia de turistas durante 2006 | Afluencia de turistas durante 2006 | Afluencia de turistas durante 2006 | Afluencia de turistas durante 2006 |
|                                    | Enero                              | Febrero                            | Marzo                              | Abril                              | Mayo                               | Junio                              | Julio                              | Agosto                             | Sept.                              | Oct.                               | Nov.                               | Dic.                               | Total                              |
| ---------------------------------- | ---------------------------------- | ---------------------------------- | ---------------------------------- | ---------------------------------- | ---------------------------------- | ---------------------------------- | ---------------------------------- | ---------------------------------- | ---------------------------------- | ---------------------------------- | ---------------------------------- | ---------------------------------- | ---------------------------------- |
| Ocupación (%)                      | 74%                                | 74%                                | 76%                                | 76,60%                             | 66,80%                             | 59%                                | 79,3%                              | 75,6%                              | 70,4%                              | 72,8%                              | 69,8%                              | 63,5%                              | 71,5% (prom.)                      |
| Promedio de pernoctación           | 3                                  | 2                                  | 3                                  | 3                                  | 2                                  | 2                                  | 3                                  | 2                                  | 2                                  | 2                                  | 3                                  | 2                                  | 2                                  |
| Pernoctaciones Estimadas           | 211.208                            | 190.769                            | 216.916                            | 211.576                            | 190.658                            | 162.963                            | 226.335                            | 215.775                            | 194.451                            | 207.783                            | 192.794                            | 181.239                            | 2.402.467                          |
| Cant. de Turistas Estimados        | 70.403                             | 78.184                             | 72.305                             | 81.375                             | 95.329                             | 81.482                             | 75.445                             | 107.888                            | 97.226                             | 103.892                            | 64.265                             | 90.620                             | 1.018.412                          |

| Ocupación (%) sobre 10.529 plazas | 63,5%   | 64,8%   | 64,0%    | 64,1% (prom.) |
| Promedio de pernoctación          | 2       | 3       | 2        | 2             |
| Pernoctaciones Estimadas          | 607.448 | 211.506 | 211.506  | 188.679       |
| Cant. de Turistas Estimados       | 103.632 | 70.502  | 94.339,5 | 268.473       |

| Ocupación (%)               | 95%    | 92,4%  |
| Promedio de pernoctación    | 3      | 3      |
| Pernoctaciones Estimadas    | 26.239 | 29.186 |
| Cant. de Turistas Estimados | 8.746  | 9.729  |

| Ocupación (%)            | 58% | 63% | 58% | 65% | 70% | 77%  | 85%  |
| Promedio de pernoctación | 2   | 2   | 2   | 2   | 2   | 2,52 | 2,58 |

| Hotel ***** | 60% | 63% | 68% | 74% | 75% | 73% | 84% |
| Hotel ****  | 58% | 66% | 56% | 72% | 76% | 81% | 87% |
| Hotel ***   | 60% | 64% | 58% | 60% | 67% | 83% | 85% |
| Hotel **    | 54% | 60% | 56% | 62% | 64% | 80% | 82% |
| Hotel *     | 57% | 67% | 51% | 56% | 68% | 68% | 87% |

Estos datos indican que la ciudad de Córdoba tiene gran afluencia de turistas en Semana Santa y en vacaciones de julio, pero a fin de año, es decir, durante el verano, la mayor parte del turismo provincial se concentra fuera de la capital.